# Calle Real (San Fernando)
La calle Real es la principal vía de la localidad gaditana de San Fernando, que recorre la ciudad de NE a SO. En esta calle se encuentran gran parte de los monumentos de esta ciudad.

## Historia
Es la calle más antigua de San Fernando, ya que antiguamente fue un Camino Real que comunicaba a Cádiz con el resto de la península ibérica, función que desempeñó hasta la construcción de la variante de la N-IV (actualmente CA-33). Las viviendas surgieron poco a poco a ambos lados de la calle. Hasta el siglo XVIII solo aparecen casas en torno al Castillo de San Romualdo, y algunas en torno a la Iglesia-Convento de El Carmen. Ya en este siglo comienza el crecimiento de la calle, y por tanto de la ciudad, ya que se inician las obras de construcción de los grandes edificios isleños, como el Consistorio (primera planta) y la Iglesia Mayor. En el siglo XIX se produce una renovación en las edificaciones con mejora y nuevas construcciones adaptadas a los estilos y gustos de la época, destacando el Palacio Lazaga. En 1852 se pavimenta la calle y en 1895 se inaugura la segunda planta del Ayuntamiento. A principios del siglo XX se construye el edificio de Capitanía. Durante la Segunda República Española se denominó avenida de la República. Durante esta época pasa por la calle un tranvía que llegaba hasta Cádiz, actualmente se está construyendo un nuevo tranvía metropolitano, que unirá a San Fernando con Chiclana de la Frontera y Cádiz.

## Monumentos

### Iglesias

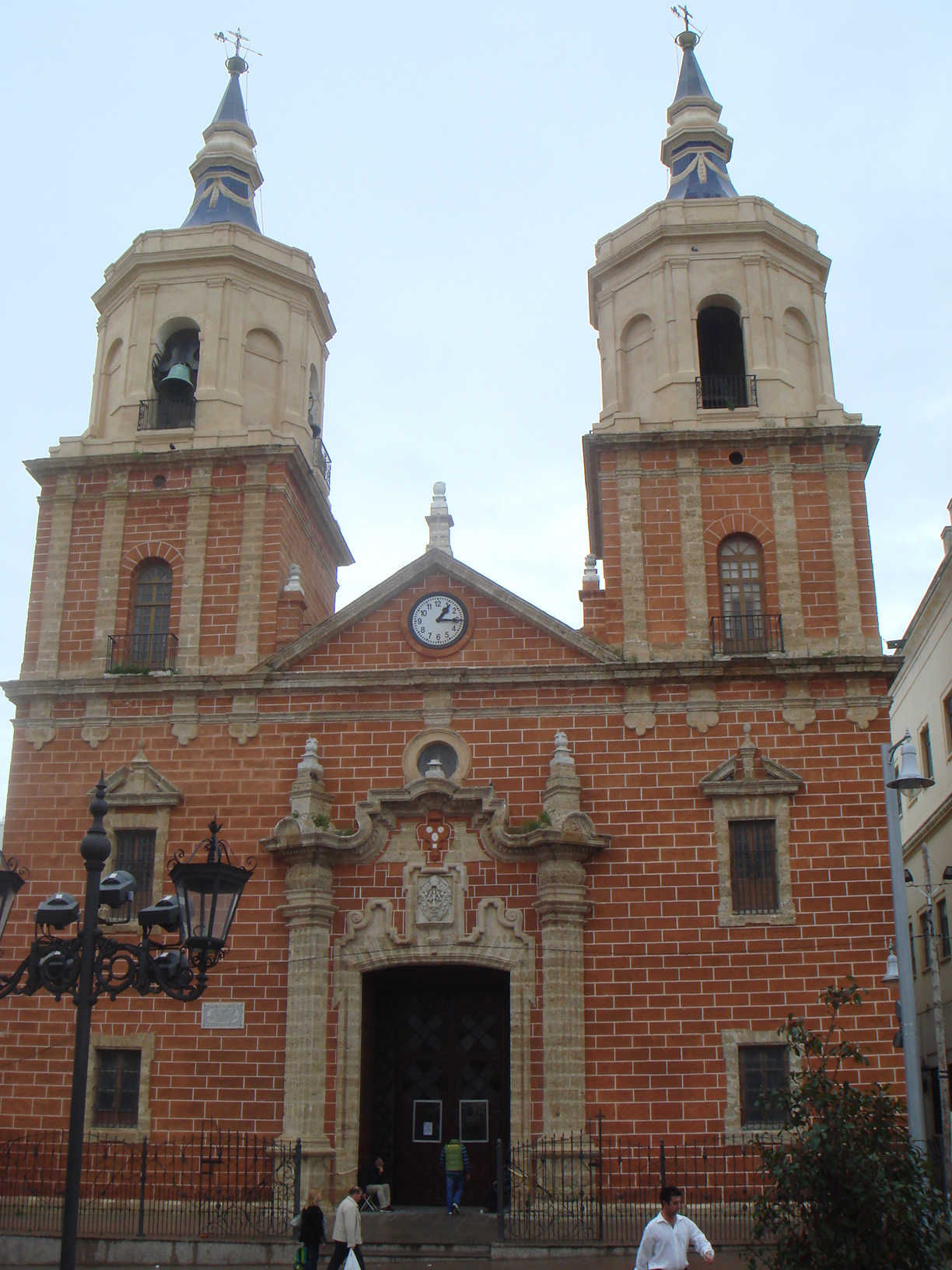
Iglesia Mayor de San Pedro y San Pablo

- Iglesia Mayor de San Pedro y San Pablo (siglo XVIII): 1757-1769 de estilo neoclásico. Es el primer lugar en el que los diputados de las primeras cortes constituyentes de España realizaron su juramento antes de trasladarse al teatro de la ciudad. En ella recibe culto la imagen del Patriarca San José, Patrono de la ciudad desde el año de 1800. Aquí se deposita la imagen de Cristo con mayor fervor en la localidad, El Nazareno. En 1751 según es tradición, la imagen del Nazareno fue hallada en el antiguo mesón del Duque, en el equipaje que dejaron abandonado dos viajeros italianos.

- Iglesia de El Carmen: (siglo XVIII). El convento y la iglesia son inaugurados el 2 de febrero de 1733. De estilo barroco y neoclásico. La imagen titular de la iglesia es la Virgen del Carmen Coronada. Patrona de la Armada Española desde 1901 y de la localidad por rescripto de S.S. El Papa de 14 de junio de 1920. Anónima de origen genovés, Cuenta con más de 300 años de antigüedad y es una de las imágenes con más devoción de la Bahía.

- Iglesia vaticana castrense de San Francisco (siglo XVIII): la Armada comienza su construcción en 1785, aunque tiene su origen en un hospicio-escuela de los PP. Franciscanos que prestaban servicios de culto desde 1765. Corresponde su construcción a un momento de oposición al barroco. posee un conjunto de diez óvalos que forma parte de un apostolado, obra de Muñoz de la Vega. Un cuadro del milagro de la Porciúncula atribuido a Carreño de Miranda y tres cuadros de Mariano Salvador Maella, pintor de cámara del rey Carlos IV de España. "La Inmaculada Concepción", "San Carlos impartiendo la comunión entre los apestados de Milán" y "San Fernando recibiendo las llaves de Sevilla".

### Construcciones civiles
- Casa consistorial (siglo XVIII): considerado el mayor edificio de la arquitectura civil de Andalucía, El Ayuntamiento de San Fernando se aloja en el interior de un edificio del siglo XVIII situado en la Plaza del Rey. Es un edificio neoclásico de planta rectangular y tres pisos, que destaca por su gran fachada en la que una bella escalinata accede a su portada principal. Además de las dependencias administrativas propias del consistorio, en su interior se alberga la Biblioteca Almirante General Lobo.

- Castillo de San Romualdo: Es un ribat conocido antiguamente como "Logar de la Puente" y cercano al Puente Zuazo, jugó un papel muy importante en la defensa de la Isla de León y de la vecina Cádiz.

- Museo Histórico Municipal de San Fernando: el edificio fue construido en 1755 por un comerciantes de Cádiz, Alonso Ortega y Muñiz, en terrenos del Deán de la Catedral de Cádiz. Hasta su adquisición por el Ayuntamiento albergó desde el año 1949 la Clínica de la Empresa Nacional Bazán, llegando a ser conocido por los isleños como Clínica Palomo. Fue inaugurado en el año 1988 como museo. El contenido de las colecciones en cinco salas es muy variado: épocas del paleolítico, fenicios, musulmán entre otros. Confección de actividades de carácter temporal de todo tipo: pintura, fotografía, monográficas, etc., El Patio Principal y la segunda planta son los lugares destinados para albergar las exposiciones temporales.

### Construcciones militares

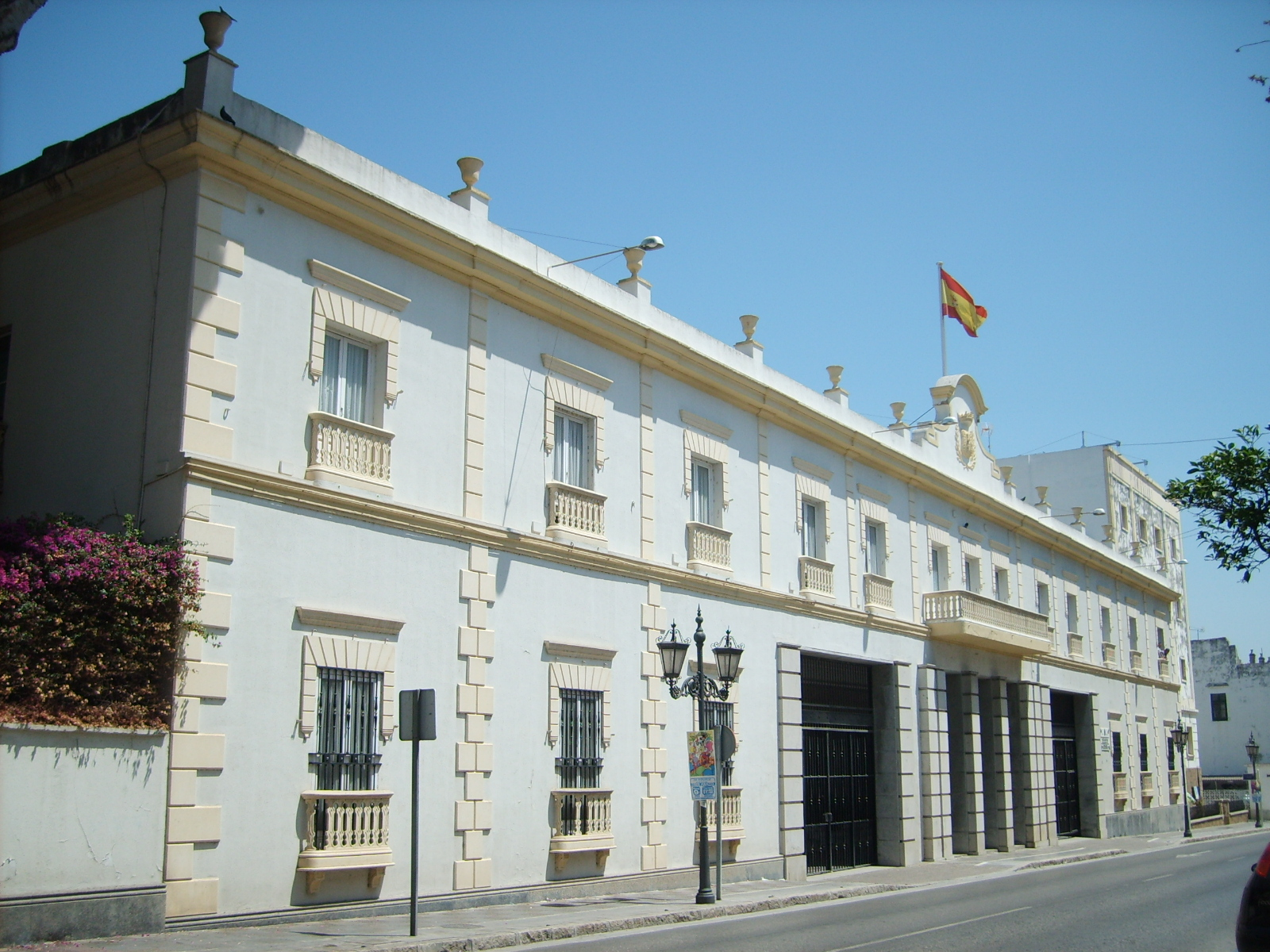
Capitanía General

- Edificio de Capitanía General de San Fernando: edificio construido en el siglo XVIII, alberga la Capitanía General de San Fernando desde el año 1917.

## Plazas

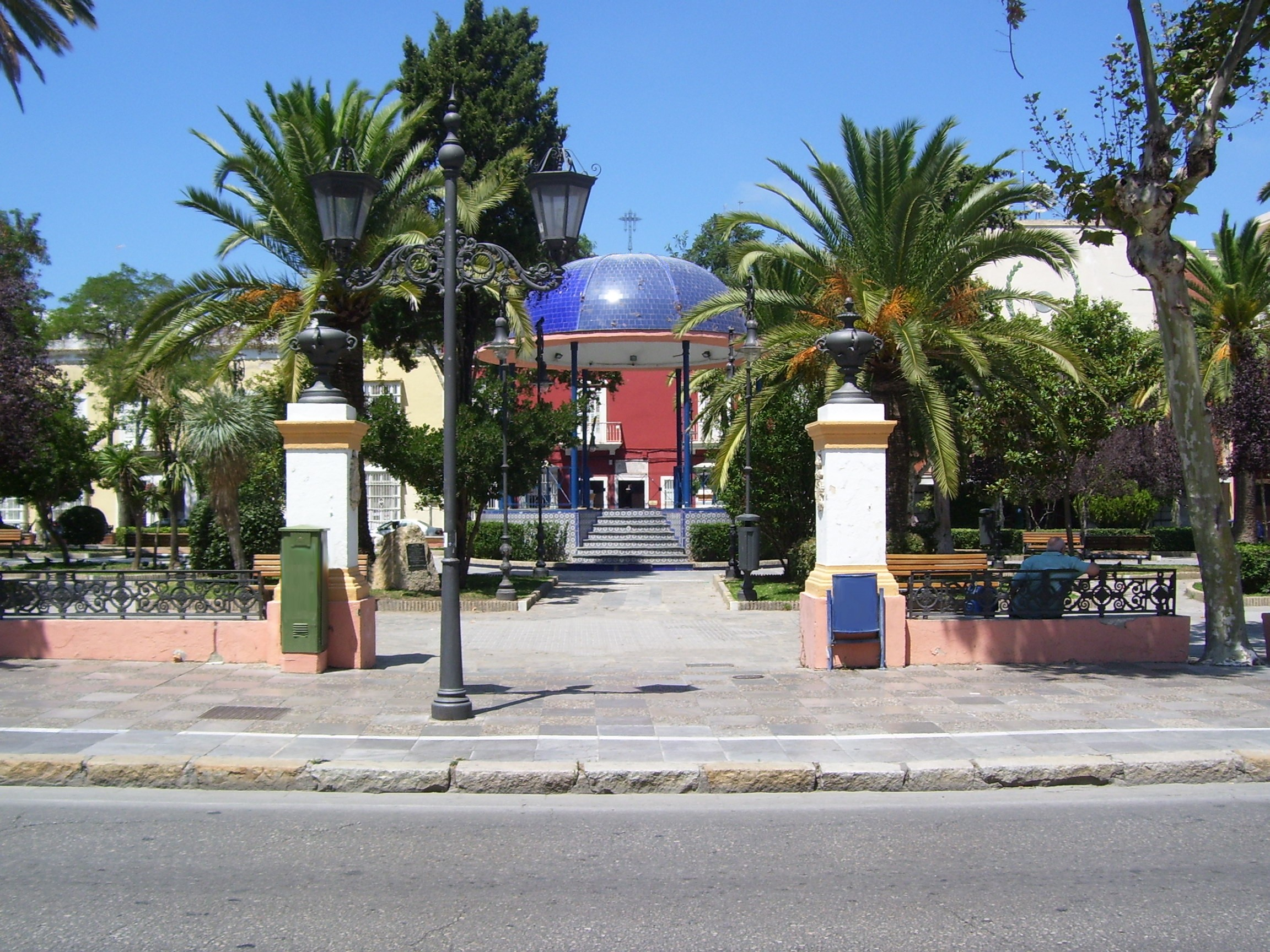
Alameda Moreno de Guerra.

- Plaza de la Iglesia: frente a la Iglesia Mayor.
- Plaza del Rey: frente el Ayuntamiento.
- Alameda Moreno de Guerra
- Plaza de El Carmen: frente a la Iglesia Del Carmen.
- Plaza Font de Mora: junto al Castillo de San Romualdo.

## Tranvía
La Calle Real será el eje longitudinal por el que circulará el Tranvía Metropolitano de la Bahía de Cádiz. Todas las paradas del entorno urbano de San Fernando se situarán en esta calle.
| << terminal | < anterior | parada      | parada   | parada | parada  | parada   | parada        | parada      | siguiente >  | terminal >>        |
| ----------- | ---------- | ----------- | -------- | ------ | ------- | -------- | ------------- | ----------- | ------------ | ------------------ |
| Cádiz       | Río Arillo | Gómez Pablo | Carlos V | Carmen | Pizarro | San José | Iglesia Mayor | Juan Vargas | Tres Caminos | La Hoya (Chiclana) |